# Christian Hedlund
Anders Christian Tommy Kiran Hedlund, född 7 mars 1984 i Pune i Indien, är en svensk röstskådespelare, poddare och tidigare radiopratare.

## Biografi
Hedlund föddes 1984 i Indien och adopterades fem månader gammal till Sverige.

### Programledare
Christian Hedlund började som programledare i Radio Båstad, arbetade en kort session på Mix Megapol och gick senare över till Lugna Favoriter där han bland annat sände morgonshowen Favoritmorgon i Lugna Favoriter tillsammans med Malin Berghagen och Linda Myron Favoritmorgon till dess nedläggning 2009.
Efter att Favoritmorgon lagts ned började Hedlund 2009 som programledare på Rix FM. I september 2011 slutade han på RIX FM och sände Radiogamer i Radio 1 fram till juni 2012 när Jonas Berglöf fick sparken ifrån MTG Radio och Hedlund valde att inte förnya kontraktet. Radiogamer ombildades senare till podcasten [NÖRD:IGT] vilken Hedlund var en del av fram till 2013.

### Engagemang
Hedlund driver företaget 1 Man – 20 Voices och är verksam som röstskådespelare.
Hedlund drev podcasten Radiogamer tillsammans med Jonas Berglöf och Peter Kjellin från Bandit Rock och Tove Bengtsson från Svenska Dagbladet. Han driver även podcasten Röstskådespelarna sedan 2015 med kollegan Linn Ehrner.

## Filmografi (i urval)
- 2007 – Förtrollad (svensk dubb från 2022) (röst som Pip)
- 2010 - Kick Buttowski (röst som Brad)
- 2014 – Lego-filmen (röst som Benny)
- 2016–2018 – Voltron – Den legendariska beskyddaren (TV-serie) (röst som Hunk)
- 2017 – The Lego Batman Movie (röst som Dick Grayson/Robin)
- 2019 – Lego-filmen 2 (röst som Benny)
- 2019 – Lejonkungen (röst som Zazu)
- 2020 – Sonic the Hedgehog (röst som Sonic)[4]
- 2021 - Familjen Mitchell mot maskinerna (röst som Deborahbot 5000)
- 2021 – Clifford den stora röda hunden (röst som Albert)
- 2022 – Sonic the Hedgehog 2 (röst som Sonic)[5]
- 2022 – Avförtrollad (röst som Pip)
- 2022 – Natt på museet: Kahmunrahs återkomst (röst som Kahmunrah)
- 2022 – Sonic Prime (TV-serie) (röst som Sonic, även översättare)
- 2022 – Piff och Puff – Räddningspatrullen (röst som fula Sonic)
- 2023 – Asterix & Obelix: I drakens rike (röst som Biopix)